# 사노 가쿠
사노 가쿠(일본어: 佐野 岳, 1992년 4월 3일 ~ )는 일본의 배우이다.

## 인물
- 사노 케이라는 일란성 쌍둥이 동생과 밑으로 7살 연하의 남동생이 한 명 더 있다.
- 연예계 활동을 시작하면서 대학을 중퇴하였다.
- 탤런트 사와구치 케이코와의 결혼을 발표했다.

## 출연작

### TV 드라마
- 2013 ~ 2014년 : 가면라이더 가이무 - 카즈라바 코우타 역

## 영화
- 가면라이더X가면라이더 가이무&위자드 천하를 겨루는 전국 MOVIE 대합전 - 카즈라바 코우타 역
- 헤이세이 라이더 대 쇼와 라이더 가면라이더 대전 feat 슈퍼전대 - 카즈라바 코우타 역
- 극장판 가면라이더 가이무 사커 대결전! 황금의 열매 쟁탈배! - 카즈라바 코우타 역
- 가면라이더X가면라이더 드라이브&가이무 MOVIE 대전 풀 스로틀 - 카즈라바 코우타 역
- 가면라이더 헤이세이 제네레이션즈 FINAL 빌드&에그제이드 with 레전드 라이더 - 카즈라바 코우타 역